# Sassacus resplendens
Sassacus resplendens är en spindelart som beskrevs av Simon 1902 [1901. Sassacus resplendens ingår i släktet Sassacus och familjen hoppspindlar. Inga underarter finns listade i Catalogue of Life.